# Helmut Sassenbach
Helmut Sassenbach (31 de enero de 1959) es un deportista alemán que compitió para la RFA en remo como timonel. Ganó tres medallas en el Campeonato Mundial de Remo entre los años 1976 y 1978.

## Palmarés internacional
| Campeonato Mundial | Campeonato Mundial        | Campeonato Mundial | Campeonato Mundial      |
| Año                | Lugar                     | Medalla            | Prueba                  |
| ------------------ | ------------------------- | ------------------ | ----------------------- |
| 1976               | Villach (Austria)         | Medalla de oro     | Ocho con timonel ligero |
| 1977               | Ámsterdam (Países Bajos)  | Medalla de plata   | Cuatro con timonel      |
| 1978               | Cambridge (Nueva Zelanda) | Medalla de plata   | Cuatro con timonel      |